# 迈克·本田
迈克尔·实·本田（Michael Makoto Honda，日本名：本田 実，1941年6月27日—），美国政治人物，曾代表民主党擔任加利福尼亚州第15选区及第17選區國會众议员，日本移民后裔。

## 生平
本田出生于加利福尼亚州，二战期间由於當局實施日裔美國人的囚禁政策，而在位于科罗拉多州的集中营中度过，1953年才得以返回家乡。1965年至1967年间，他参加了和平队。1974年，他从圣何塞州立大学毕业，拿到了硕士学位。在此之后，他长期从事中小学的科学教学工作。
2000年，本田当选众议员至今。他以督促日本政府承认其在二战中犯下的战争罪行——尤其是慰安妇问题——而闻名。本田是积极的人权主义者，但是他却拒绝批评中国大陸的人权状况，他解释说这是因为他相信中国大陸情势“正在变化”。
本田同华裔美国人社区关系紧密。2007年5月，他加入美洲同源会旧金山支部，是该会第一位非华裔常规成员。
2012年6月18日，美國眾議院無異議通過一項決議，承認1882年通過的排華法案不符合美國立國憲法精神，對於1個世紀前華人所受到的屈辱待遇深表遺憾。本田根據美國人口調查數據表示，19世紀末期，美國境內有10萬多名華裔人士，其中許多人是接受招聘到美國從事修築穿越美國大陸鐵路的危險工作。

## 荣誉

### 外国勋章奖章
- 修交勋章光化章（韩国，2017年5月2日批准[2]，2017年6月26日于华盛顿特区韩国驻美大使馆颁发[3]）